# ダレン・フレッチャー
ダレン・バール・フレッチャー（Darren Barr Fletcher, 1984年2月1日 - ）は、スコットランド・ミッドロージアン・ダルキース出身の元サッカー選手。現役時代のポジションは、ミッドフィールダー。
マンチェスター・ユナイテッドFCのアカデミー出身。昇格当初はポジションを得るのに苦労したが、中盤で重要な地位を占める選手となった。スコットランド代表では、キャプテンであったバリー・ファーガソン欠場時には代わってキャプテンを務めていたが、2009年8月からは、正式にキャプテンに指名された。

## クラブ経歴
フレッチャーはユースから2015年までマンチェスター・ユナイテッドに在籍していた。11歳の時にマンチェスター・ユナイテッドのユースに加入し、1999-2000シーズンの最終戦であったアストン・ヴィラFC戦のメンバーに最年少で選ばれたが、プレミアリーグのルールではスクールボーイ契約を結んでいる選手はトップチームの試合に出場することは出来ないことになっており、デビューは遅れることになった。その後、2000年7月に練習生契約を結び、2001年2月にプロ契約を結んだ。最初の数シーズンは怪我に苦しんだが、センターハーフの選手として能力を伸ばしていった。チームでブレイクしたのは2003-04シーズンであり、2004年5月に行われたFAカップ決勝のミルウォールFC戦など、重要な試合にスターティングメンバーとして出場した。
2004-05シーズン、チームは低調なスタートを切り、フレッチャーの出場機会も限られていたが、2005年1月1日に行われたミドルズブラ戦で初ゴールを記録し、チームも2-0で勝利した。
2005年10月に1-4で敗れたミドルズブラ戦後にキャプテンであったロイ・キーンに名指しで批判された選手の一人であった。キーンは、「スコットランドの人たちが、どうしてフレッチャーのような選手に夢中になっているのか理解できない。」と話したが、後に誤解を正そうとし、「ここ2、3年の私のコメントを聞いているのであれば、私がフレッチを含めた選手たちをずっと信頼しているということはわかるだろうし、フレッチャーもそう言ってくれるだろう。」と、述べた。フレッチャーは首位を独走するチェルシーFCとの11月の試合でその試合唯一のゴールを決め、批判に応えた。このゴールは、40試合続いたチェルシーのプレミアリーグでの無敗記録に終止符を打つものであった。
2006-07シーズン初めは、満足な出場機会を得られなかったが、チャールトン・アスレティックFCとのアウェイゲームでゴールを決め、12月のミドルズブラとのアウェイゲームでは、ヘディングでゴールを決め、2月のチャールトン戦でもヘディングでゴールを決めた。シーズンが進むと、アレックス・ファーガソンは、クリスティアーノ・ロナウド、ポール・スコールズ、マイケル・キャリック、ライアン・ギグスで構成する中盤を好んだため、交代で数試合出場するに留まったが、ポール・スコールズが出場停止であったため、UEFAチャンピオンズリーグ準々決勝のASローマ戦にはスターティングメンバーに入り、7-1の勝利に貢献した。
2007-08シーズンは、オーウェン・ハーグリーヴス、アンデルソン、ナニが加入し、シーズンの初めは出場機会はさらに減少し、十分な出場機会が与えられないことから、一時はクラブを去るのではないかと噂されていた。事実、ファーガソンは、キャリック、スコールズ、ギグス、ロナウドの中盤を好み、フレッチャーは新加入選手よりも出場機会を与えられなかった。しかし、4-0で勝利したFAカップ4回戦のアーセナルFC戦で2ゴールを挙げるなど、与えられたチャンス活かし、好パフォーマンスを見せた。
2008-09シーズンは、キャリックとロナウドが怪我によりチームを離脱していたため、開幕から2試合連続でスターティングメンバーとして出場し、オールド・トラッフォードで行われたニューカッスル・ユナイテッドFCとの開幕戦では、ゴールも決めた。シーズン2ゴール目は、ポーツマス戦で、パトリス・エヴラのパスから決めたゴールである。チームは1-0で勝利したが、93分にはイエローカードを受けた。2008年10月3日には、3年間の契約延長にサインし、2012年までクラブに留まることになった。3ゴール目は、10月25日のエヴァートン戦で記録した。FIFAクラブワールドカップ2008では、12月18日に行われた準決勝のガンバ大阪戦に交代で出場し、ゴールを挙げた。2009年5月5日に行われたアーセナルFCとのチャンピオンズリーグ準決勝2ndレグでは、チームは勝利し決勝進出を果たしたが、フレッチャーはレッドカードを受け、決勝戦は出場停止となってしまった。クラブは取り消しを求めて異議を申し立てたが、11日に訴えは退けられた。ファーガソン監督が、FCバルセロナとの決勝戦にフレッチャーの出場を熱望した理由は、シャビ・エルナンデスやアンドレス・イニエスタを潰してくれることを期待したからであった。
2011年12月、ユナイテッドから潰瘍性大腸炎を患っている事が発表され、長期離脱を余儀なくされた。2012年9月19日のチャンピオンズリーグ・グループステージのガラタサライSK戦で復帰し、その後も9試合に出場したが、2013年1月に手術を受けてこのシーズンの残りの試合には出られなくなった。
2014-15シーズンからルイ・ファン・ハール新監督によって副キャプテンに任命されたが、出場機会に恵まれず、12月に第三キャプテンに降格となった。
2015年2月2日、ユース時代から在籍したマンチェスター・ユナイテッドとの契約を解消し、ウェスト・ブロムウィッチ・アルビオンFCに加入した。移籍初年度からキャプテンを務めた。
2017年6月、ストーク・シティFCに加入した。

## 代表経歴
スコットランド代表ではレギュラーとしてプレイしており、記録したキャップ数の内、交代で出場したのは2試合だけである。初ゴールはリトアニア代表戦で記録し、フレッチャーのゴールにより、スコットランドはEURO2004予選のプレイオフ進出を決めた。2004年5月26日にタリンで行われたエストニア代表との親善試合において、初めてキャプテンを務めた。これは、1886年3月20日にクイーンズ・パークに所属していたジョン・ランビーが2-7で敗れたアイルランド代表戦で記録した、17歳と92日に次ぐ記録であった。
アレックス・マクリーシュの下で副キャプテンを務め、バリー・ファーガソン不在時にはキャプテンを務めていたが、2009年にバリー・ファーガソンが代表を追放されたことに伴い、2009年8月から、A代表のキャプテンに就任した。

## パーソナルライフ
2007年にイングランド人の恋人ヘイリー・グリスとの間に双子の兄弟のジャックとタイラーが生まれ、父親となった。尚、2024年現在2人は揃ってマンチェスター・ユナイテッドのアンダー18チームに所属している。マンチェスターとリヴァプールに住むサッカー選手は、遠征時に泥棒の被害に遭うことが多く、フレッチャーも2009年2月に被害に遭い、グリスは刃物を持った泥棒につかまれた。この事件は、フレッチャーがインテルとの試合に向け、ミラノに滞在している時に起こった。
聴覚障がいを持つ若者がサッカーに親しむための活動（Deaf Friendly Football）に熱心に取り組んでいる。この計画は、マンチェスター・ユナイテッド基金と英国聴覚障がい児協会によって進められている。

## 個人成績
2016年8月24日
| 所属クラブ                    | シーズン | 背番号 | リーグ | リーグ | FAカップ | FAカップ | リーグカップ | リーグカップ | CL   | CL   | その他 | その他 | 期間通算 | 期間通算 |
| 所属クラブ                    | シーズン | 背番号 | 出場   | 得点   | 出場     | 得点     | 出場         | 得点         | 出場 | 得点 | 出場   | 得点   | 出場     | 得点     |
| ----------------------------- | -------- | ------ | ------ | ------ | -------- | -------- | ------------ | ------------ | ---- | ---- | ------ | ------ | -------- | -------- |
| マンチェスター・ ユナイテッド | 2002-03  | 31     | 0      | 0      | 0        | 0        | 0            | 0            | 2    | 0    | 0      | 0      | 2        | 0        |
| マンチェスター・ ユナイテッド | 2003-04  | 24     | 22     | 0      | 5        | 0        | 2            | 0            | 6    | 0    | 0      | 0      | 35       | 0        |
| マンチェスター・ ユナイテッド | 2004-05  | 24     | 18     | 3      | 3        | 0        | 3            | 0            | 5    | 0    | 1      | 0      | 30       | 3        |
| マンチェスター・ ユナイテッド | 2005-06  | 24     | 27     | 1      | 3        | 0        | 4            | 0            | 7    | 0    | 0      | 0      | 41       | 1        |
| マンチェスター・ ユナイテッド | 2006-07  | 24     | 24     | 3      | 6        | 0        | 1            | 0            | 9    | 0    | 0      | 0      | 40       | 3        |
| マンチェスター・ ユナイテッド | 2007-08  | 24     | 16     | 0      | 1        | 2        | 0            | 0            | 6    | 0    | 1      | 0      | 24       | 2        |
| マンチェスター・ ユナイテッド | 2008-09  | 24     | 26     | 3      | 3        | 0        | 1            | 0            | 8    | 0    | 4      | 1      | 42       | 4        |
| マンチェスター・ ユナイテッド | 2009-10  | 24     | 30     | 4      | 0        | 0        | 3            | 0            | 7    | 1    | 1      | 0      | 41       | 5        |
| マンチェスター・ ユナイテッド | 2010–11  | 24     | 26     | 2      | 2        | 0        | 1            | 0            | 7    | 1    | 1      | 0      | 37       | 3        |
| マンチェスター・ ユナイテッド | 2011–12  | 24     | 8      | 1      | 0        | 0        | 0            | 0            | 2    | 1    | 0      | 0      | 10       | 2        |
| マンチェスター・ ユナイテッド | 2012–13  | 24     | 3      | 1      | 0        | 0        | 2            | 0            | 5    | 0    | –      | –      | 10       | 1        |
| マンチェスター・ ユナイテッド | 2013–14  | 24     | 12     | 0      | 1        | 0        | 3            | 0            | 2    | 0    | 0      | 0      | 18       | 0        |
| マンチェスター・ ユナイテッド | 2014–15  | 24     | 11     | 0      | 1        | 0        | 0            | 0            | –    | –    | –      | –      | 12       | 0        |
| マンチェスター・ ユナイテッド | 通算     | 通算   | 223    | 18     | 25       | 2        | 20           | 0            | 66   | 3    | 8      | 1      | 342      | 24       |
| WBA                           | 2014-15  | 24     | 15     | 1      | –        | –        | –            | –            | –    | –    | –      | –      | 15       | 1        |
| WBA                           | 2015-16  | 24     | 38     | 1      | 3        | 2        | 1            | 0            | -    | -    | -      | -      | 42       | 3        |
| WBA                           | 2016-17  | 24     | 1      | 0      | 0        | 0        | 0            | 0            | -    | -    | -      | -      | 1        | 0        |
| WBA                           | 通算     | 通算   | 54     | 2      | 3        | 2        | 1            | 0            | 0    | 0    | 0      | 0      | 58       | 4        |
| 総通算                        | 総通算   | 総通算 | 277    | 20     | 28       | 4        | 21           | 0            | 66   | 3    | 8      | 1      | 400      | 28       |

### 試合数
2016年6月4日現在
| 年   | 代表国         | 出場 | 得点 |
| ---- | -------------- | ---- | ---- |
| 2003 | スコットランド | 4    | 1    |
| 2004 | スコットランド | 9    | 1    |
| 2005 | スコットランド | 7    | 1    |
| 2006 | スコットランド | 7    | 1    |
| 2007 | スコットランド | 7    | 0    |
| 2008 | スコットランド | 6    | 0    |
| 2009 | スコットランド | 6    | 0    |
| 2010 | スコットランド | 7    | 0    |
| 2011 | スコットランド | 5    | 1    |
| 2012 | スコットランド | 3    | 0    |
| 2013 | スコットランド | 0    | 0    |
| 2014 | スコットランド | 5    | 0    |
| 2015 | スコットランド | 4    | 0    |
| 2016 | スコットランド | 3    | 0    |
| 通算 | 通算           | 73   | 5    |

## タイトル

### クラブ
マンチェスター・ユナイテッド
- プレミアリーグ：2006-07, 2007-08, 2008-09, 2010-11, 2012-13
- FAカップ：2003-04
- フットボールリーグカップ：2005-06, 2008-09, 2009-10
- FAコミュニティ・シールド：2003, 2007, 2008, 2010, 2011, 2013
- UEFAチャンピオンズリーグ：2007-08
- FIFAクラブワールドカップ：2008

### 代表
- キリンカップ 2006